# Phú Lai
Phú Lai là một xã thuộc huyện Yên Thủy, tỉnh Hòa Bình, Việt Nam. Đây là xã thuộc Vườn quốc gia Cúc Phương, vườn quốc gia đầu tiên ở Việt Nam.
Xã Phú Lai có diện tích 11,86 km², dân số năm 1999 là 2931 người, mật độ dân số đạt 247 người/km².